# Suat Mamat
Suat Mamat (Istanbul, 8 de novembre de 1930-3 de febrer de 2016) va ser un futbolista turc.

## Internacional
Va ser internacional amb la Selecció de futbol de Turquia en 27 partits internacionals, marcant quatre gols entre 1954 i 1963.

### Participacions en Copes del Món
| Mundial                        | Seu    | Resultat     | Partits | Gols |
| ------------------------------ | ------ | ------------ | ------- | ---- |
| Copa Mundial de Futbol de 1954 | Suïssa | Primera fase | 2       | 3    |

## Clubs
| Club             | País    | Any         |
| ---------------- | ------- | ----------- |
| Ankara Demirspor | Turquia | 1949 - 1952 |
| Galatasaray      | Turquia | 1952 - 1964 |
| Beşiktaş         | Turquia | 1964 - 1968 |
| Vefa S.K.        | Turquia | 1968 - 1969 |